# 大綱村
大綱村（おおつなむら）は、1889年（明治22年）4月1日から1927年（昭和2年）4月1日まで存在した神奈川県橘樹郡の村。

## 概要
神奈川県橘樹郡中部の村。現在の神奈川県横浜市港北区の東部、神奈川区のごく一部にあたる。

## 地理
- 川：鶴見川

## 歴史

### 村名の由来
旧大豆戸村・旧大曽根村の「大」と、旧南綱島村・旧北綱島村の「綱」を合わせて「大綱村」とした。

### 沿革
- 1889年（明治22年）4月1日 - 町村制の施行により、大豆戸村、篠原村、菊名村、樽村、大曾根村、太尾村、南綱島村、北綱島村が合併して成立。
- 1911年（明治44年）4月1日 - 子安村の一部（旧白幡村）を編入。
- 1927年（昭和2年）
  - 4月1日 - 横浜市に編入。同日大綱村廃止。
  - 10月1日 - 横浜市が区制を施行。旧村域が神奈川区となる。
- 1939年（昭和14年）4月1日 - 横浜市神奈川区から港北区が分区。1911年に旧子安村から編入された区域が神奈川区に、本来の旧大綱村の区域が港北区になる。

## 経済

### 産業
農業
『大日本篤農家名鑑』によれば、大綱村の篤農家は「磯部幸四郎、細野仲蔵、飯田助太夫、高瀬金次郎」などがいた。
『神奈川文庫 第五集 百家明鑑』によれば、農業を営む人物は「池谷義廣、磯部桑五郎、伊東政吉、石黒近蔵、飯田助太夫、富川喜代八、椎橋宗輔、金子石松、金子茅太郎、金子作蔵、加藤峯太郎、金子重蔵、金子信吉、金子彦次郎、横溝徳左衛門、吉田徳次郎、吉原安次郎、竹生源蔵、田中佐吉、漆原馬蔵、小泉兼太郎、小泉幸助、小泉金作、小島重次郎、青木庄蔵、澤田喜三郎、森與三郎」などがいた。吉田徳次郎は農兼商業、椎橋宗輔は農蚕業を営んだ。
商工業
『神奈川文庫 第五集 百家明鑑』や『日本紳士録 第36版』によれば、商工業者は以下の通りである。
- 池谷國太郎（宿屋兼料理業）[2]
- 小泉治三郎（商業）[2]
- 小泉力蔵（工業）[2]
- 吉田喜助（酒造業）[2]
- 吉田三郎兵衛（醤油製造業）[3]

## 交通

### 鉄道路線
- 鉄道省（現JR東日本）
  - 横浜線：菊名駅
- 東京横浜電鉄（現東急電鉄）
  - 東横線：綱島温泉駅（現綱島駅） - 太尾駅（現大倉山駅） - 菊名駅 - 妙蓮寺駅

東海道新幹線、横浜市営地下鉄ブルーラインの新横浜駅は、当時は未開業。

### 道路
- 綱島街道

## 村長
- 飯田助夫：1917年 -

## 出身・ゆかりのある人物
- 飯田助夫（衆議院議員、神奈川県会議長）
- 飯田九一（俳人、俳画家）
- 磯野庸幸（神奈川県多額納税者、ラジオ関東社長、貴族院議員） - 大豆戸村出身。上郎清助の弟。
- 上郎清助（神奈川県多額納税者、資産家、貴族院議員） - 大豆戸村出身。旧姓は吉田。
- 椎橋宗輔（神奈川県会議員、大綱村村長）
- 吉田三郎兵衛（神奈川県多額納税者、醤油製造業）